# Murrells Inlet
Murrells Inlet – jednostka osadnicza w Stanach Zjednoczonych, w stanie Karolina Południowa, w hrabstwie Georgetown.